# ليونيل ساندوفال فيغيروا
ليونيل ساندوفال فيغيروا (بالإسبانية: Leonel Sandoval Figueroa)‏ هو سياسي مكسيكي، ولد في 12 مارس 1949 في غوادالاخارا في المكسيك. حزبياً، نشط في الحزب الثوري المؤسساتي. وقد انتخب عضو مجلس النواب المكسيك.